# Heterosentis hirsutus
Heterosentis hirsutus is een soort haakworm uit het geslacht Heterosentis. De worm behoort tot de familie Arhythmacanthidae. Heterosentis hirsutus werd in 1999 beschreven door S. Pichelin & T. H. Cribb.